# 1991 în film
- 1990 în cinematografie — 1991 în cinematografie — 1992 în cinematografie

## Premiere cinematografice

### Premiere românești
- Undeva în est, de Nicolae Mărgineanu - IMDB
- A unsprezecea poruncă, de Mircea Daneliuc - IMDB
- Băiatul cu o singură bretea, de Iulian Mihu - IMDB
- Vânătoarea de lilieci, de Daniel Bărbulescu - IMDB
- Unde la soare e frig, de Bogdan Dumitrescu - IMDB
- Miss Litoral, de Mircea Mureșan - IMDB
- Harababura, de Geo Saizescu - IMDB
- Șobolanii roșii, de Florin Codre
- Liceenii Rock'n'Roll, de Nicolae Corjos

Documentare
- Piața Universității - România, de Stere Gulea, Sorin Ilieșiu, Vivi Drăgan Vasile - IMDB

## Filmele cu cele mai mari încasări
| #   | Titlu                         | Studio                                                               | Încasări la nivel mondial |
| --- | ----------------------------- | -------------------------------------------------------------------- | ------------------------- |
| 1.  | Terminator 2: Judgment Day    | TriStar Pictures / Carolco Pictures / Lightstorm Entertainment       | $519,843,345              |
| 2.  | Robin Hood: Prince of Thieves | Warner Bros.                                                         | $390,493,908              |
| 3.  | Beauty and the Beast          | Walt Disney Pictures                                                 | $351,863,363              |
| 4.  | Hook                          | TriStar Pictures / Amblin Entertainment                              | $300,854,823              |
| 5.  | The Silence of the Lambs      | Orion Pictures                                                       | $272,742,922              |
| 6.  | JFK                           | Warner Bros                                                          | $205,405,498              |
| 7.  | The Addams Family             | Paramount Pictures / Orion Pictures                                  | $191,502,426              |
| 8.  | Cape Fear                     | Universal Pictures / Amblin Entertainment                            | $182,291,969              |
| 9.  | Hot Shots!                    | 20th Century Fox                                                     | $181,096,164              |
| 10. | City Slickers                 | Columbia Pictures / Castle Rock Entertainment / Nelson Entertainment | $179,033,791              |

## Premii

### Oscar
- Cel mai bun film:
- Cel mai bun regizor:
- Cel mai bun actor:
- Cea mai bună actriță:
- Cel mai bun film străin:

Articol detaliat: Oscar 1991

### César
- Cel mai bun film:
- Cel mai bun actor:
- Cea mai bună actriță:
- Cel mai bun film străin:

Articol detaliat: Césars 1991

### BAFTA
- Cel mai bun film:
- Cel mai bun actor:
- Cea mai bună actriță:
- Cel mai bun film străin: